# Jose Emilio Fuentes Fonseca
 (janvier 2010).
Si vous disposez d'ouvrages ou d'articles de référence ou si vous connaissez des sites web de qualité traitant du thème abordé ici, merci de compléter l'article en donnant les références utiles à sa vérifiabilité et en les liant à la section « Notes et références ».
Jose Emilio Fuentes Fonseca (dit Jeff) est un sculpteur né à Cuba en 1974. Il arrive à La Havane à l’âge de 7 ans, où il vit et travaille encore aujourd’hui dans le quartier de Buena Vista. L’intérêt qu’il porte au thème de l’enfance et sa passion pour les jouets et les dessins d’enfants lui valent souvent d’être qualifié d’artiste « naïf » ou « marginal » - au sens artistique du terme. L’œuvre de Jeff est en grande partie autobiographique : il a été élevé par ses grands-parents et a grandi dans la province d’Oriente, loin de ses parents séparés. Quand il avait neuf ans, son frère a trouvé un bâton de dynamite et l'a ramené à la maison : la curiosité de Jeff lui fait perdre trois doigts.
À partir de ce moment, son travail consiste à dénoncer ce danger omniprésent qui plane sur le monde des enfants. Parmi les jouets qu’il crée : des voiliers faits de vieux bouts de métal rouillé, ou bien des trains en bois transportant des membres blessés…
Jeff commence à étudier l’art à l’âge de 13 ans. À 21 ans, il obtient une bourse de la Fondation Ludwig pour créer son installation Landscape at 21. En 1994, il organise sa première exposition individuelle au musée Alvaro Reinoso de La Havane (El Rostro Inocente, le Visage Innocent) et devient dès lors un artiste reconnu à Cuba et à travers le monde. Il expose souvent ses sculptures dans la rue ou devant sa maison.
Jeff participe également à la Biennale de La Havane du 27 avril au 30 mars 2009 : il crée pour l’occasion un troupeau de douze éléphants en métal, qu'il déplace d'un endroit à un autre de la ville pendant la nuit.

## Prix
- 2000 : « La curaduria a la mejor curaduria del año » pour Con un pesar abstraido
- 1999 : Prix A.H.S Antonia Eiriz
- 1996 : Prix de la Ludwig Fundation
- 1993 : Mention au Salon Prov. Eduardo Abela

## Expositions collectives
- 2002 : De tal palo tal astilla
- 2001 : Intercambio sin ser conocido
- 2000 : Con un pensar abstraido - Lo que se sabe no se pregunta - Intercambio sin ser conocido – VIIe Biennale de la Havane
- 1999 : La Epoca - Con un mirar abstraido - Pintura
- 1998 : Festival del Performance Ana Mendieta
- 1996 : Espuelas afiladas
- 1995 : Molino rojo
- 1994 : ENA una vez (IVe Biennale de La Havane)
- 1993 : Salon Provincial Aristides Fernandez Güines

## Expositions individuelles
- 2004-2005 : Exposition à la Mattress Factory[1]
- 2001 : Mucha Suerte
- 2000 : Mama soy yo
- 1998 : Cuidado con el niño
- 1997 : Performance La zorra y el cuervo
- 1996 : Paisaje a los 21 anos (Landscape at 21)
- 1994 : El Rostro Inocente (le visage innocent)